# فرودگاه رابلین
فرودگاه رابلین  (به انگلیسی: Roblin Airport) یک فرودگاه همگانی است که یک باند فرود آسفالت دارد و طول باند آن ۱۰۷۰ متر است. این فرودگاه در کشور کانادا قرار دارد و در ارتفاع ۵۵۵ متری از سطح دریا واقع شده است.